# NGC 6092
NGC 6092 é uma estrela dupla na direção da constelação de Corona Borealis. O objeto foi descoberto pelo astrônomo Guillaume Bigourdan em 1885, usando um telescópio refrator com abertura de 12 polegadas. 